# Триверс, Роберт
Роберт Триверс (англ. Robert Trivers; род 19 февраля 1943) — американский эволюционный биолог и социобиолог, профессор антропологии и биологических наук в Ратгерском университете. Триверс наиболее известен теориями взаимного альтруизма (1971), родительского вклада (1972), реципрокности и конфликта родителей и потомства (1974).

## Образование
В 1961 году Триверс собирался изучать математику в Гарвардском университете, но в итоге чтобы стать адвокатом начал изучать американскую историю. Он получил степень бакалавра по истории 16 июня 1965 года в Гарварде. После того как у него произошёл нервный срыв, в качестве реабилитации он начал посещать уроки психологии, однако он остался не в восторге от тогдашнего состояния этой науки. Из-за срыва он не смог поступить в юридическую школу Йельского университета, и принялся за работу по написанию книг для детей по социальным наукам, которые, однако, не были опубликованы. Ему было поручено писать о животных, и он начал изучать Дарвиновскую биологию.
Знакомство с теорией эволюции привело к тому, что с 1968 по 1972 год он работал над своим дипломным проектом под руководством Эрнста Майра. Вторая часть его главной работы «Эволюция взаимного альтруизма» была опубликована в 1971 году.

## Политическая деятельность
Прочитав курс лекций лидеру «чёрных пантер» Хьюи Ньютону, Триверс сдружился с ним и в 1979 году вступил в Партию чёрных пантер.